# Batalha de Azaz (1030)
A Batalha de Azaz foi um conflito travado próximo a cidade síria de Azaz entre o exército bizantino liderado pelo imperador Romano III Argiro (r. 1028–1034) em pessoa e as forças do emir mirdássida Xible Adaulá Nácer (r. 1029–1038) do Emirado de Alepo. A batalha resultou numa retirada dos bizantinos, cujo exército fugiu em desordem para Antioquia, mas os generais bizantinos conseguiram recuperar a situação, forçando Alepo a manter o estatuto tributário em 1031.

## Antecedentes
Alepo era um vassalo bizantino desde os dias de Nicéforo II Focas (r. 963–969), mas já nos anos anteriores a morte de Basílio II Bulgaróctono (r. 976–1025), seus emires começaram a reconhecer a suserania dos califas fatímidas do Egito. Por esta época a dinastia mirdássida (1025–1080) adquiriu o controle da cidade, e a influência bizantina sobre Alepo e o norte da Síria em geral declinou consideravelmente (cf. Miguel Espondíles).
Romano III, apesar de sua complexa carência de experiência militar, estava ansioso para emular os sucessos militares de Basílio II, e em março de 1030 partiu de Constantinopla liderando em pessoa uma campanha contra Alepo. Seu exército, com cerca de 20 000 efetivos, continha muitas forças mercenárias. Segundo os cronistas bizantinas, Romano estava tão confiante de seu sucesso que preparou coroas especiais para seu futuro triunfo, e organizou uma grandiosa entrada em Antioquia. O emir de Alepo, Xible Adaulá Nácer (r. 1029–1038), ciente da chegada bizantina, enviou emissários e ofereceu o reconhecimento da suserania bizantina e o recomeço do pagamento do tributo.
Os generais de Romano aconselharam-o a aceitar de modo a evitar os perigos de realizar uma campanha no árido deserto sírio no verão, especialmente tropas não acostumadas a tais condições e com suas armaduras pesadas, mas Romano rejeitou o conselho deles e liderou seu exército em direção a Azaz (Azázio em grego). Como o estudioso contemporâneo Miguel Pselo acidamente comentou, Romano "pensava [que a] guerra era decidida pelos grandes batalhões, e foi sobre os grandes batalhões que ele invocou".

## Batalha

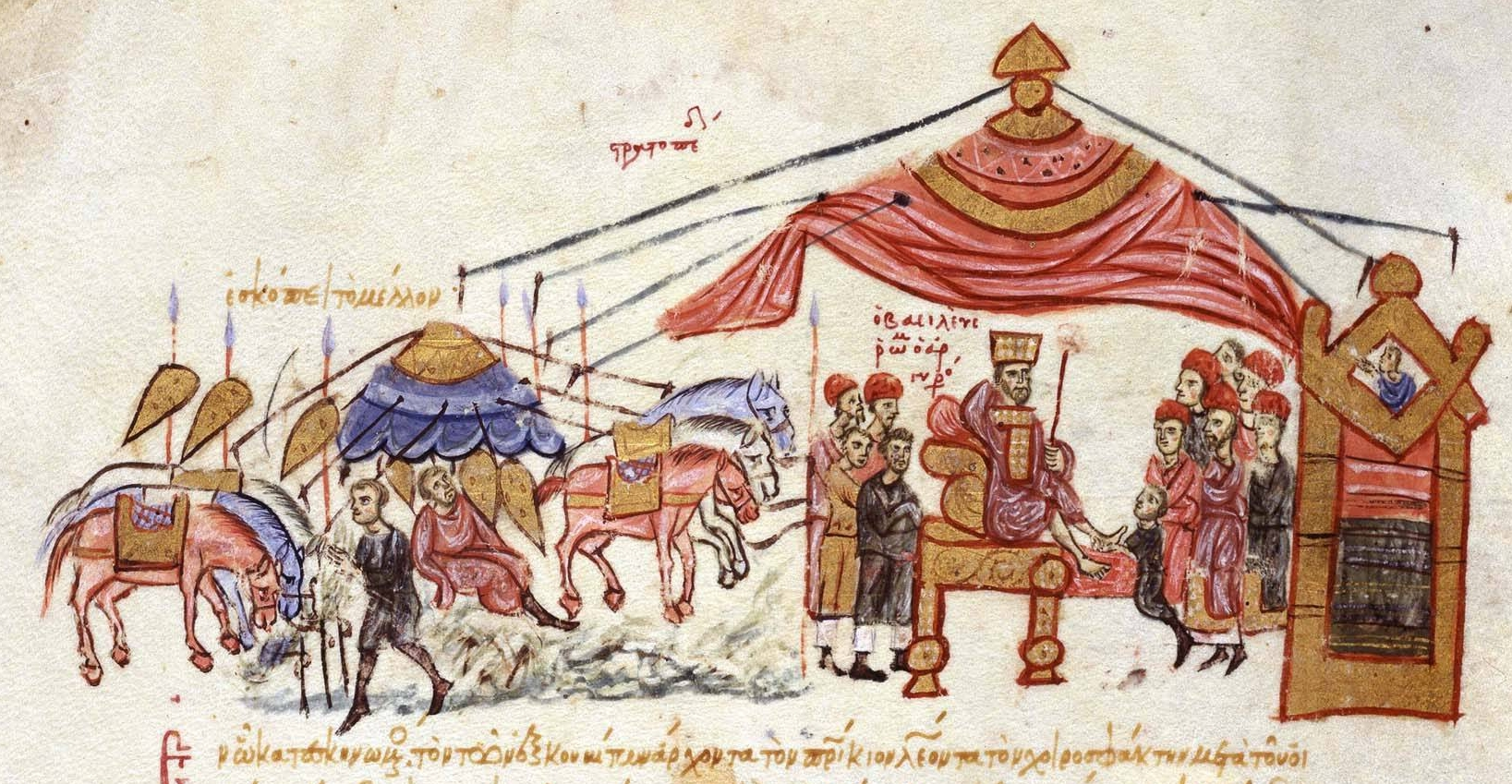
Bizantinos acampados próximo de Azaz

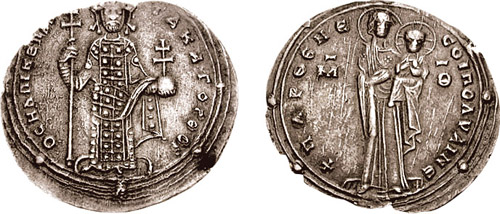
Miliarésio de r.

Os bizantinos estabeleceram um acampamento fortificado próximo a Azaz, e o imperador enviou os excubitores, sob o comandante deles, o patrício Leão Querosfactes, para reconhecer a área. Querosfactes foi emboscado e levado cativo, enquanto seus homens dispersados. Esse sucesso encorajou os árabes, que começaram a molestar o acampamento imperial e inibir os bizantinos de forragear. Como resultado, o exército bizantino começou a sofrer de fome e especialmente sede.
O patrício Constantino Dalasseno então liderou um ataque contra os árabes, mas foi derrotado, e fugiu para o acampamento. Os bizantinos começaram a desmoralizar, e um concelho imperial resolveu abandonar o campo e retornar para território bizantino. Assim, na manha seguinte, em 10 de agosto de 1030, o exército partiu em direção a Antioquia. Os árabes sitiantes atacaram o exército imperial em retirada. Como muitas das tropas bizantinas estavam muito desgastadas pela sede e disenteria para lutar, o exército imperial se desfez e fugiu. Apenas a guarda imperial, os Heteria, mantiveram-se firmes, e sua brava postura permitiu que Romano, que estava próximo de ser capturado, conseguisse fugir. Segundo relatado por Iáia de Antioquia, contudo, os bizantinos sofreram notavelmente poucas baixas.
Os árabes tomaram grande butim, incluindo a carroça de bagaram inteira do exército inimigo, que os bizantinos abandonaram em sua fuga apressada. Entre os espólios estava a suntuosa tenda imperial com seus tesouros, que alegadamente tinha de ser carregada por 70 camelos. Apenas o ícone sagrado da Teótoco, que os imperadores bizantinos habitualmente carregavam consigo em campanhas, foi salva.

## Rescaldo
O fracasso do imperador foi parcialmente compensado pela vitória de Jorge Maniaces, governador de Teluque, contra 800 árabes retornando do desastre bizantina. Os árabes, entusiasmados por sua vitória, exigiram que ele evacuasse sua província. De início Maniaces fingiu obedecer, enviando comida e bebida aos árabes, mas então atacou e submeteu-os. O sucesso de Maniaces foi seguido logo depois por uma sustentada campanha bizantina contra os líderes árabes fronteiriços, que ergueram-se contra o governo bizantino no rescaldo de Azaz. Romano partiu para Constantinopla, deixando para trás Nicetas de Misteia como catepano de Antioquia e o protovestiário Simeão como doméstico das escolas.
Estes dois generais conseguiram alguns sucessos, tomando várias fortalezas, incluindo Azaz após um longo sítio em dezembro de 1030. Pelos próximos dois anos, eles sistematicamente tomaram os fortes das colinas das tribos locais e reduziram-nas à submissão, restaurando a posição bizantina na Síria. No meio tempo, Nácer de Alepo, procurando conciliar-se com seu poderoso vizinho, enviou seu próprio filho Amir para Constantinopla em abril de 1031 para buscar um tratado pelo que ele retornou o estatuto tributário e vassalo do emirado. O ressurgimento bizantino no Oriente culminou na captura de Edessa em 1031 por Maniaces.